# Edhi Handoko
Edhi Handoko (Surakarta, 28 agosto 1960 – Bongor, 17 febbraio 2009) è stato uno scacchista indonesiano.
Ottenne il titolo di Maestro Internazionale nel 1982 e di Grande Maestro nel 1994.
Quattro volte vincitore del Campionato indonesiano (1978, 1980, 1984 e 1991). Nel 2003 vinse a Giakarta il primo "Japfa Chess Festival".
Dal 1980 al 2000 partecipò con la nazionale indonesiana a otto olimpiadi degli scacchi, ottenendo complessivamente il 56,4% dei punti (+34 =38 –22).
Morì per un infarto cardiaco il 17 febbraio 2009, all'età di 48 anni.